# Mišna
Mišna (hebrejsky מִשְׁנָה‎, aramejsky מתניתין‎, matnitin), je záznam ústní tradice judaismu. Obvykle má formu zapsaných výroků a pouček tana'im, židovských učenců období do 2. století. Jako Mišna se označuje také sbírka těchto pouček, kterou dle tradice kolem r. 200 sestavil rabi Jehuda ha-Nasi a která je označována také jako Šest pořádků mišny (Šiša sidrej mišna, ששה סדרי משנה‎) nebo zkratkou Šas (ש״ס‎). Samotné slovo mišna je odvozeno od kořene שנה – učit se, studovat, opakovat. Z toho se dá vyvodit, že jde o opakování ústní Tóry. Komentováním Mišny dalšími generacemi učenců vznikla gemara, která společně s ní tvoří talmud.

## Pojem „mišna“
Mišna může znamenat:
- Předmět tohoto studia – v konkrétním významu tradovaný (ústní) Zákon nebo učení jako celek (tora še-be-al pe) – člení se do halachot (ústní tradice právní povahy), midrašů (homiletických výkladů Tóry) a agadot (vyprávění, ústní tradice, která nemá právní charakter).
- Užší význam – mišna = halacha – označuje tu část ústní tradice právní povahy, která nemá exegetický charakter (netýká se výkladu Písma), někdy je tato halacha označovaná v odborné literatuře jako „nemotivovaná“ – tj. halacha, která není přímo spojená s biblickým textem. Z tohoto důvodu jsou jednotlivá normativní právní ustanovení označována jako halachot a mišnajot.

## Mišna jako literární dílo
Literární forma mišny přesně odráží způsob a podmínky, v jakých byla sestavena. Jedná se o zaznamenané výroky a tradice, které byly po staletí předávány ústně – jejich zaznamenání je tudíž spíše stručné než popisné. Výroky v Mišně jsou jak anonymní (pokud názor není citován, pak často představuje „anonymní většinu“), tak i připisované konkrétním učencům. Tito učenci, kteří žili a působili v Izraeli v době od 1. stol. př. n. l. až do počátku 3. stol. n. l., se nazývají tanaité (aramejsky tana'im, sg. tana תנא‎), tj. „ten kdo učí“ ale zároveň i „ten, kdo opakuje“ (aramejské sloveso תנא/י je ekvivalentem hebrejského שנה).
Původně výraz tana označoval pouze člověka, který sloužil jako „živá kniha“ – výuka ústní Tóry probíhala tak, že tana přišel před studenty a odříkal jim zpaměti tradovaný text. Poté teprve nastoupil učitel (rav, rabi), který začal tradici přednesenou tanou vykládat a vyučovat – rovněž ústně. Tato praxe a především postava tany se leckdy setkávala ze strany rabínů z pohrdáním a despektem („Kouzelník mumlá, a neví co říká, tana učí, a také neví co říká.“).
Jako první tanaité jsou podle tradice většinou uváděni Šamaj a Hilel, kteří byli zároveň posledním z pěti párů (hebrejsky zugot). První tanaité, kteří začali ústní tradici zaznamenávat, byli rabi Akiva a rabi Me'ir. Většina anonymních výroků v mišně je později připisována těmto dvěma učencům. Od rabiho Akivy převzal dle tradice mišnu (tedy učení) rabi Jehuda ha-Nasi, nazývaný v mišně i v talmudu prostě „Rabi“, případně „Rabejnu ha-kadoš“ (náš svatý učitel). Jeho synové pak redakci textu mišny dokončili.
| Židé a judaismus |
| Židé • Judaismus • Kdo je Žid |
| Ortodoxní • Konzervativní (Masorti) Progresivní (Reformní - Liberální) • Ultraortodoxní Samaritáni • Falašové • Karaité                                                                                            |
| Etnické skupiny a jazyky |
| Aškenázové • Sefardové • Mizrachim Hebrejština • Jidiš • Ladino • Ge'ez • Buchori |
| Populace (vývoj) |
| Evropa • Amerika • Asie • Afrika • Austrálie |
| Náboženství |
| Bůh • Principy víry • Boží jména 613 micvot • Halacha • Noachidské zákony Mesiáš • Eschatologie |
| Židovské myšlení, filosofie a etika |
| Židovská filosofie Cdaka • Musar • Vyvolenost Chasidismus • Kabala • Haskala |
| Náboženské texty |
| Tóra • Tanach • Mišna • Talmud • Midraš Tosefta • Mišne Tora • Šulchan aruch Sidur • Machzor • Pijut • Zohar |
| Životní cyklus, tradice a zvyky |
| Obřízka • Pidjon ha-ben • Simchat bat • Bar micva Šiduch • Svatba • Ketuba • Rozvod (Get) • Pohřeb Kašrut • Židovský kalendář • Židovské svátky Talit • Tfilin • Cicit • Kipa Mezuza • Menora • Šofar • Sefer Tora |
| Významné postavy židovství |
| Abrahám • Izák • Jákob • Mojžíš Šalomoun • David • Elijáš • Áron Maimonides • Nachmanides • Raši Ba'al Šem Tov • Ga'on z Vilna • Maharal                                                                           |
| Náboženské budovy a instituce |
| Chrám • Synagoga • Ješiva • Bejt midraš Rabín • Chazan • Dajan • Ga'on Kohen (kněz) • Mašgiach • Gabaj • Šochet Mohel • Bejt din • Roš ješiva                                                                      |
| Židovská liturgie |
| Šema • Amida • Kadiš Minhag • Minjan • Nosach Šacharit • Mincha • Ma'ariv • Musaf |
| Dějiny Židů |
| starověk • středověk • novověk |
| Blízká témata |
| Antisemitismus • Gój • Holocaust • Izrael Filosemitismus • Sionismus Abrahámovská náboženství |
| z • d • e |

## Struktura a obsah mišny
Mišna se skládá ze šesti oddílů – pořádků (sedarim, sing. seder סדר‎). Každý seder se skládá z určitého počtu traktátů, hebrejsky masechtot, sg. מסכת‎ masechet (aramejsky masechta), dosl. tkanina. Každý traktát se dělí na kapitoly (prakim, sg. perek), které se skládají z menších jednotek nazývaných mišnajot (sing. mišna). Mišna uvádí traktáty podle tématu, nikoli podle biblického pořadí. Předmětové (tematické) uspořádání Mišny se stalo i osnovou celého Talmudu.
- Oddíl první: Zera'im („Semena“). 11 traktátů. Zabývá se zákony souvisejícími převážně se zemědělstvím. V tomto sederu také existuje jediná výjimka, neboť jeho prvním traktátem je traktát Berachot, tj. požehnání, který přímo s tematikou zemědělství nesouvisí. Tato anomálie je vysvětlena dvěma důvody. Prvním je ten, že traktát Brachot obsahuje kromě řady jiných i zákony o požehnání po jídle - Birkat ha-mazon. Druhý důvod je ten, že učenci schválně ustavili tento traktát, aby byl prvním, neboť i požehnání se říkají před vykonáním micvy.
  - Berachot - požehnání - 9 kapitol. Recitace Šema, Amidy, požehnání díků, Birkat ha-mazon, vyslovování Božích jmen.
  - Pe'a - okraj pole - 8 kapitol. Výklad Lv 19,9, 23,22 a Dt 24,19. Postavení chudých. Definice okraje pole, který má být chudým ponechán, kdo má na okraj pole nárok.
  - Demaj - podezřelé - 7 kapitol. Věci, které jsou podezřelé, že z nich nebyl oddělen desátek.
  - Kilajim - různé - 9 kapitol. Zákony ohledně mísení určitých plodin, zvířat a tkanin. Co je kilajim a co ne.
  - Ševi'it - sedmý (rok) - 10 kapitol. Zákony ohledně sedmého roku - rok odpočinutí, milostivé léto, propouštění otroků a prominutí dluhu. Prosbul.
  - Terumot - kněžské desátky - 11 kapitol. Výklad Nu 18 a Dt 18,4. Odvody levitů kněžím, jak určit velikost dávky. Znečištění trumy.
  - Ma'asrot - desátky - 5 kapitol. Výklad Nu 18,21. Z čeho je povinné odvádět desátek a z čeho ne.
  - Ma'aser šeni - druhý desátek - 5 kapitol. Dt 14,22 - desátek, který má být určen pro Jeruzalém.
  - Chala - chléb, těsto - 4 kapitoly. Výklad Nu 15,8. Jak se odděluje chala.
  - Orla - neobřezané (stromy) - 3 kapitoly. Výklad Lv 19,23. Kdy se smí jíst a kdy nesmí jíst plody stromů a vinné révy.
  - Bikurim - prvotiny - 3 kapitoly. Přinášení a obětování prvotin. Rozdíl mezi prvotinami a desátkem.
- Oddíl druhý: Mo'ed („Stanovené časy“). 12 traktátů. Zákony ohledně Šabatu a svátků.
  - Šabat - 24 kapitol. Přenášení předmětů o šabatu. Rozdíl mezi soukromým a veřejným prostorem. Příprava na šabat, čeho by se měl člověk vyvarovat. 39 zakázaných prací. Mukce (to, co zůstane o šabatu stranou). Povolené činnosti na šabat.
  - Eruvin - prolnutí - 10 kapitol. Eruv - ustanovení, díky kterému je možné obejít některá z ustanovení šabatu (přenášení, příprava jídla apod.)
  - Pesachim - 10 kapitol. Pesachová oběť, zničení kvasu, příprava macesů, seder.
  - Šekalim - šekely - 8 kapitol. Daň půl šekelu na Chrám (Ex 30,12). chrámové nádoby, archa úmluvy, chrámové nádvoří, chrámová opona.
  - Joma - (ten) den - 8 kapitol. Zákony ohledně Jom kipur. Zákony týkající se velekněze.
  - Suka - stan - 5 kapitol. Zákony týkající se svátku Sukot. Zhotovení suky. Zákony ohledně lulavu a etrogu.
  - Bejca - vejce - 5 kapitol. Nazývaný též Jom tov - svátek. Název podle úvodních slov „Vejce, které je sneseno ve svátek…“ Sporné výklady ohledně svátků, spory mezi Šamajem a Hilelem. Přeprava potravin o svátcích, zákaz rozdělávání ohně apod.
  - Roš ha-šana - Nový rok - Druhy nových roků, nový rok letopočtů, nový rok králů, nový rok vegetativní, nový rok stromů. Určování novoluní. Šofar a troubení na něj. Požehnání na Nový rok.
  - Ta'anit - půst - 4 kapitoly. Půst za déšť, kdy se postit a kdy ne, příběhy Choniho ha-Me'agele - kresliče kruhů. Postní dny.
  - Megila - svitek (ve významu kniha Ester) - 4 kapitoly. Kdy se čte megila na purim. Jak se čte. Kdy se číst nesmí. Jak a kdy se čte z Tóry a proroků. Platnost a neplatnost svitků. Spory ohledně veřejného čtení. Které texty je možno překládat a které ne.
  - Mo'ed katan - malý svátek - 3 kapitoly. Předpisy pro chol ha-mo'ed.
  - Chagiga - pouť - 3 kapitoly. Poutní svátky. Kdy chodit do Chrámu. Rabínská ordinace (smicha). Mytí rukou.
- Oddíl třetí: Našim („Ženy“). 7 traktátů. Týká se sňatků a rozvodů, některých forem přísah, a zákonů zasvěceného (nazíra).
  - Jevamot - levirátní sňatky. - 16 kapitol. Chalica. Koho si nesmí vzít velekněz. Amonovci. Proselyté.
  - Ketubot - svatební smlouvy - 13 kapitol. Věno, obnos, který muž dává ženě a který si žena v případě rozvodu či smrti manžela ponechá. Znásilnění a tresty za něj. Vzájemné povinnosti muže a ženy. Majetek ženy. Vdovy a jejich práva.
  - Nedarim - sliby - 11 kapitol. Sliby a zrušení slibů. Co je a co není slib. Neplatné sliby. Lži, Kdo smí koho zprostit slibu a za jakých okolností.
  - Nazir - zasvěcenec - 9 kapitol. Nazírství, jak dlouho trvá. Co nazír smí a nesmí. Oběť nazíra. Ženy a otroci jako nazíři.
  - Sota - cizoložnice - 9 kapitol. Žárlivost muže. Kněží a obyčejní izraelité. Závěrečná mišna obsahuje některá mesiášská znamení (jedná se o jeden z nejstarších zaznamenaných projevů mesianismu a eschatologických představ).
  - Gitin - rozvodové listy - 9 kapitol. Zákony a předpisy ohledně rozvodů. Podmínky a důvody rozvodu.
  - Kidušin - zásnuby - 4 kapitoly. Uzavírání sňatku. Nabývání vlastnictví. Zásnuby prostřednictvím zástupců. Podmínky. Osobní status člověka. Jichud. Etika.
- Oddíl čtvrtý: Nezikin („Škody“). 10 traktátů. Týká se občanského a trestního práva, fungování soudů a přísah.
  - Bava kama - první brána - 10 kapitol. Poškození cizí věci. Poškození z důvodu krádeže. Náhrada škody. Kdy je kdo povinen co nahradit a kdy může poškozený náhradu žádat. Krádež a náhrada škody.
  - Bava meci'a - prostřední brána - 10 kapitol. Nalezené předměty. Vracení nalezených předmětů. Zástavy a úroky. Vymáhání.
  - Bava batra - poslední brána - 10 kapitol. Dělení majetku. Dědictví. Ručitelé. Původně všechny „bavot“ tvořily jeden velký traktát „Nezikin“.
  - Sanhedrin - soudní dvůr - 10 kapitol. Kolik členů má mít soud. Majetkové a hrdelní soudy. Kdo může a kdo nesmí soudit nebo svědčit. Tresty smrti. Zvláštní příklady (vzpurný syn, recidivista). Poprava. Podíl na budoucím světě, nepravý prorok.
  - Makot - rány - 4 kapitoly. Fyzické tresty. Bití. 39 ran. Bičování jako náhrada trestu smrti.
  - Ševu'ot - přísahy - 8 kapitol. Druhy přísah, lehkomyslné přísahy. Přísahy svědků a soudců. Obchodní přísaha.
  - Edujot - svědectví - 8 kapitol. Svědectví o výrocích dřívějších učitelů.
  - Avoda zara - modloslužba - 5 kapitol. Idolatrie. Modly. Jak postupovat u věcí zakoupených u modlářů.
  - Avot - otcové - 5 (6) kapitol. Ryze etický traktát, nazývaný též Pirkej Avot - výroky otců. Tradování ústní tradice od Mojžíše až po tanaity. Pravidla chování a morálky.
  - Horajot - vyučování - 3 kapitoly. Mylné rozhodnutí. Oběť za hřích. Rozdíly mezi veleknězem a obyčejnými kněžími.
- Oddíl pátý: Kodašim („Svatosti“). 11 traktátů. Týká se obětních obřadů, Chrámu, a zákonů stravování.
  - Zevachim - oběti - 14 kapitol. Zápalné oběti. Odlévání krve. Kde se která oběť obětuje. Spalování obětí.
  - Menachot - pokojné (oběti) - 13 kapitol. Smysl těchto obětí. Výklad Lv 2, Lv 5, 6, 7. Nu 6. Přídavná oběť. Úlitby.
  - Chulin - světské (věci) - 12 kapitol. Porážka zvířat, zákony o kašrutu. Maso a mléko.
  - Bechorot - prvorození - 9 kapitol. Prvorozená dobytčata, prohlídka, obětování.
  - Arachin - odhad - 9 kapitol. Vzetí do zástavy, zaplacení slíbeného obnosu.
  - Temura - výměna - 7 kapitol. Zač smí být vyměněno obětní zvíře. Oběť jednotlivce a oběť společenství.
  - Keritot - vytětí - 6 kapitol. Trest karet - vytětí z Izraele (Ex 12,15). Smrt bez potomků, předčasná smrt. 36 provinění. Oběť za vinu. Smíření o Jom Kipur.
  - Me'ila - zpronevěra - 6 kapitol. Zpronevěra zasvěcené oběti.
  - Tamid - každodenní oběť - 6 (7) kapitol. Zákony týkající se každodenní oběti. Úklid oltáře, vynášení popela, ranní modlitba, kněžské požehnání.
  - Midot - míry - 5 kapitol. Rozměry Chrámu. Brány Chrámu. Vybavení. Chrámová hora. Chrám, jeho nádvoří a síně.
  - Kinim - hnízda (ptáků) - 3 kapitoly. Oběť holoubat. Oběť šestinedělek.
- Oddíl šestý: Teharot, (také: Tohorot) („Čistoty“). 12 traktátů. Název je eufemismem, ve skutečnosti pojednává o rituálních nečistotách - bylo by ovšem neslušné nazvat pořádek mišny "nečistoty".
  - Kelim - nádoby (nástroje) - 30 kapitol. Nečistota nástrojů a nádob. Druhy nástrojů a jejich znečištění.
  - Oholot - stany (příbytky) - 18 kapitol. Znečištění obydlí mrtvolou. Hřbitovy. Domy pohanů.
  - Nega'im - ranění (malomocenstvím) - 14 kapitol. Lv 13 - 14. Malomocenství, prohlídka knězem. Malomocenství domů a šatů. Očišťování.
  - Para - (červená) kráva - 12 kapitol. Výklad Nu 19. Vlastnosti krávy. Příprava popela, který sloužil k očišťování.
  - Teharot (Tohorot) - čistoty - 10 kapitol. Znečištění trvající do západu slunce. Špatná porážka zvířete. Stupně znečištění.
  - Mikva'ot - očistné koupele - 10 kapitol. Nádoby, malomocní, výtoky. Rozměry mikve. Kdy je mikve účinná a kdy ne.
  - Nida - krvotok - 10 kapitol. Lv 12 a 15. Menstruující žena. Šestinedělka. Dospívání dívek.
  - Machširin - to, co je schopné znečistit - 6 kapitol. Znečištění tekutinami.
  - Zavim - lidé postižení výtoky - 5 kapitol. Mužský výtok. Poluce. Znečištění věcí.
  - Tevul jom - kdo se vykoupal tentýž den - 4 kapitoly. Stav mezi úplnou nečistotou a čistotou. Které věci smí a které ne.
  - Jadajim - ruce - 4 kapitly. Znečištění a očišťování rukou. Knihy, které "znečišťují ruce", tj. jsou svaté. Biblický kánon. Rozdíly mezi farizeji a saduceji.
  - Ukcin - stonky - 3 kapitoly. Nečistota ovoce, nečistota stonků.

## Menší traktáty
Jako menší nebo mimokanonické (hebrejsky מסכתות קטנות‎) se označují traktáty, které už do Mišny nebyly zařazeny. Sedm z těchto traktátů je zmíněno v midraši.. Ačkoli nejsou tedy součástí běžných vydání mišny, tradice v nich zaznamenané mají stejnou právní váhu jako u „kanonických“ traktátů. V moderních edicích Talmudu jsou některé traktáty zpravidla zařazovány na konec oddílu Nezikin:
1. Gerim – zákony ohledně konverze k judaismu.
2. Kutim – Samaritáni – rozdíly mezi Samaritánem a Izraelcem, co mají společného, co je přijatelné od Samaritána pro Izraelce a naopak.
3. Avadim – služebníci, otroci – nařízení týkající se zacházení s otroky a se sluhy.
4. Sefer Tora – týká se psaní svitků Tóry.
5. Tfilin
6. Cicit
7. Mezuza

Kromě toho mezi mimokanonické traktáty patří:
- Avot de-rabi Natan – původně byl považován za apokryfní verzi Avot, ale současné výzkumy[zdroj?] ukazují, že možná tento traktát je v některých věcech původní verzí Avot.
- Sofrim – písaři – zabývající se zákony ohledně psaní svitků svatých písem.
- Smachot, nebo také Evel rabati – doslova „velké truchlení“ – zákony týkající se období smutku.
- Kala a Kala rabati – nevěsta – zákony týkající se svateb.
- Derech erec raba a Derech erec zuta – dosl. Velká a malá cesta země – tj. způsoby, zvyky, mravy; Menší je adresován učencům, týká se pokory a skromnosti.
- Erec Jisra'el
- Perek ha-šalom

## Vztah mezi Tanachem a mišnou
viz Ústní tóra

## Komentáře a výklady mišny
První výklad mišny byl zformován během prvních staletí po jejím uzavření a tím byla gemara. Obsáhlost a vzájemná provázanost látky mišny a gemary způsobila, že teprve v 9. století začala být mišna opět v židovských kruzích chápána jako samostatné dílo a tak k ní bylo přistupováno. První samostatný komentář k mišně sepsal Sa'adja Ga'on v 9. století – tento komentář se nám ovšem nezachoval a známe jej pouze prostřednictvím zmínek v jiných dílech. Další úplný komentář přináší až v r. 1168 Maimonides, který ho nazval arabsky Kitáb as-siraj, hebrejsky Sefer ha-ma'or, kniha světla. Jeho komentář se stal slavným mj. díky úvodu k desáté kapitole traktátu Sanhedrin, kde formuloval svých třináct článků víry.
Tradiční vydání mišny mají ovšem jiné komentáře – tím prvním je komentář Ovadji di Bertinoro, častěji uváděný jako „Bertinora“ (15. stol. Itálie). Jeho komentář čerpá z Maimonida, ale také z gemary a z Rašiho komentáře k talmudu. K Bertinorovu komentáři napsal výklad následník Maharala, pražský rabín Jom Tov Lipmann Heller. Ten svůj komentář nazval uctivě Tosafot Jom Tov (Dodatky od Jom Tova), ačkoli se jedná o plnohodnotný a obsáhlý komentář.
Mezi další významné komentátory patřil Ga'on z Vilna, Šlomo Lurja a Akiva Eger
Kromě těchto tradičních komentářů jsou v současné době populární další komentáře:
- komentář rabína Adina Steinsaltze k talmudu, který rovněž čerpá z Rašiho,
- komentář Chanocha Albeka z let 1952-59, nesmírně populární v akademických i náboženských kruzích, který byl prvním opravdu moderním komentářem k mišně,
- velkou oblibu si získal i obsáhlý a velmi kvalitní moderní komentář Pinchase Kehatiho z let 1955–1964, který v moderním pojetí spojuje to nejlepší ze všech předchozích komentátorů i Gemary dohromady a de facto je všechny cituje. Jeho komentář nazvaný Mišnajot mevo'arot (Vysvětlené mišny), v židovských kruzích známý prostě jako „Kehati“, byl přeložen do angličtiny a ruštiny, některé traktáty i do dalších jazyků.